# Boudewijn I van Jeruzalem
Boudewijn van Boulogne, Frans: Baudouin de Boulogne (?, ca. 1068 - El Arish, 2 april 1118) was als Boudewijn I graaf van Edessa van 1098 tot 1100 en koning van Jeruzalem van 1100 tot 1118. Hij was de jongste zoon van graaf Eustaas II van Boulogne en Ida van Verdun.
Boudewijn zag zijn toekomst als priester, omdat zijn oudere broers al actief waren als krijgsheren. Hij had consuls in Luik en Verdun. Toen de Eerste Kruistocht zich aandiende, wisten zijn broers Godfried van Bouillon en Eustaas III van Boulogne hem over te halen om ook mee te gaan naar het Heilige Land.

## Eerste Kruistocht
Boudewijn verkocht zijn grondbezit om daarmee een leger te financieren en vertrok in 1096 naar Jeruzalem.
Hij nam zijn vrouw Godevera mee en de priester Fulcher van Chartres, die de hele tocht beschreef in een bundel. Aan de grens van het Hongaarse rijk werd door koning Koloman geëist dat de kruisvaarders een vorst als gijzelaar zouden afstaan om de veiligheid van zijn rijk te garanderen. Boudewijn zou zijn uitgeleverd om de kruisvaarders te laten doortrekken. Aan de andere kant van de grens werd hij weer vrijgelaten. Na het betreden van het Byzantijnse Rijk moet er in de hoofdstad Constantinopel een eed van trouw gezworen worden aan keizer Alexius I. Wat de rol van Boudewijn hierin is, is onduidelijk.
Eenmaal in Klein-Azië worden de bolwerken en vestingen beslecht, waaronder de Slag bij Dorylaeum en kunnen de kruisvaarders oprukken naar het Palestina met als doel Jeruzalem. Aan de grens van Antiochië scheidt hij zich af van zijn broers en trekt onder leiding van Tancred van Galilea naar het zuidoosten. Daar worden verscheidene steden veroverd. In een van die plaatsen overlijdt zijn vrouw Godevera aan een onbekende ziekte. Of het door het overlijden van zijn vrouw is gekomen dat Boudewijn achterbleef om een staat op te richten onder de naam Edessa is onduidelijk gebleven. Na het veroveren van Jeruzalem zou hij als pelgrim alsnog naar Jeruzalem getrokken zijn om zijn kruistocht-reis af te maken.

## Graaf vanEdessa

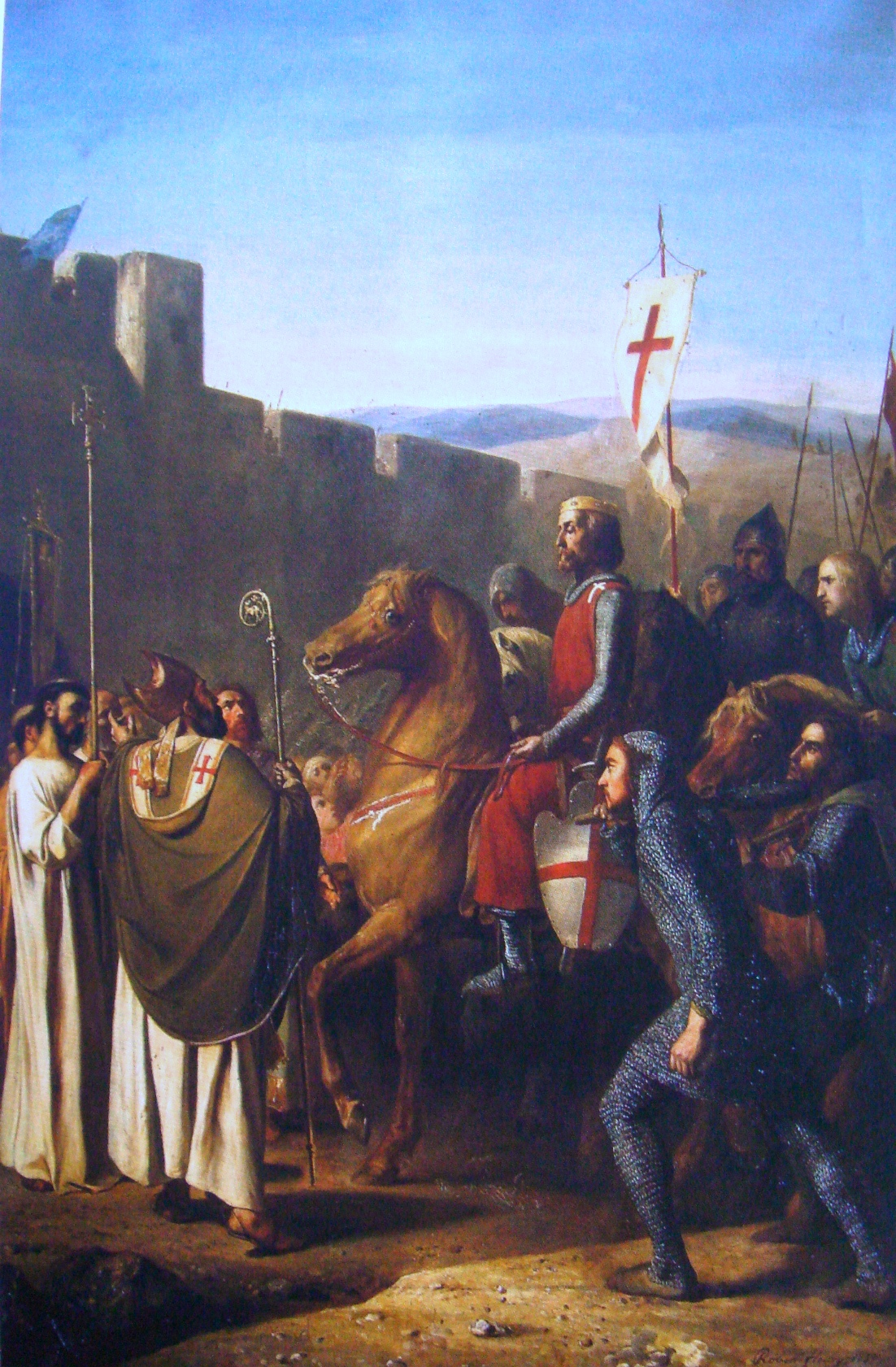
Aankomst van Boudewijn van Boulogne in Edessa, door de plaatselijke bisschop ontvangen. tekening Robert fleury 1840.

Tijdens de veroveringen van de Kruisvaardersstaten en Jeruzalem, kreeg Boudewijn diverse uitnodigingen van onder andere prins Bagrat van Armenië en Thoros, gouverneur van Edessa.
Boudewijn van Boulogne was op de oproep van Thoros afgekomen, deze had het Beleg van Antiochië afgebroken of zelfs niet aan deelgenomen. Mogelijk was hij op zoek naar wat grondbezit voor zichzelf, onderweg had hij Turbessel (Tilbessar) ingenomen. Waarna Thoros hem uitnodigde om bij hem in Edessa te komen en een bondgenootschap met hem sloot in februari, 1098. Boudewijn won Thoros z'n vertrouwen en overtuigde hem ervan hem als zijn adoptiezoon en erfgenaam aan te nemen. Maar nadat dit gedaan was, begon Boudewijn, Thoros z'n officieren te vergiftigen en op te sluiten in de citadel. Thoros zag het gevaar aankomen en maakte plannen om de stad te ontvluchten met zijn familie en naar Melitene te gaan. Maar, kort daarna op 9 maart werd Thoros vermoord door een huurling uit de Armeense bevolking van de stad, mogelijk onder goedkeuring van Boudewijn. Boudewijn benoemde zich kort daarna als eerste Graaf van Edessa.
Boudewijn trouwde later in het jaar met Arda, de dochter van Thoros van Marash. In de twee jaar onder zijn bewind (1098-1100), was hij vooral een ambassadeur tussen de kruisvaarders en Armeniërs. Hij kreeg onder zijn bewind te maken met de Seltsjoek-moslims die een aanval op Antiochië hadden ingezet. Er volgde een bezetting van drie maanden onder andere ook in Edessa, tot hij samen met zijn broer Godfried de moslims wist te verdrijven tot aan Aleppo.

## Koning van Jeruzalem
Zijn broer Godfried van Bouillon wordt uitgeroepen tot koning van Jeruzalem, maar weigert deze titel en noemt zichzelf Voogd van het Heilige Graf. Al na een jaar komt Godfried te overlijden. Boudewijn wordt als een mogelijk kandidaat naar voren geschoven en wordt op 25 december 1100 gekroond tot eerste Koning van Jeruzalem. Het graafschap van Edessa laat hij onder het leiderschap van zijn neef Boudewijn du Bourg.
Om het koninkrijk uit te breiden werd onder leiding van Boudewijn er een poging ondernomen om Egypte binnen te vallen. Met een leger overgehouden aan de Eerste kruistocht met onder meer Steven van Blois, Hugo VII van Lusignan onder aanvoering van de inmiddels gekroonde Koning Boudewijn I van Jeruzalem, vielen ze aan. Dit keer wonnen de Egyptenaren en het grootste gedeelte van het christenleger werd vermoord, waaronder ook Stefanus II van Blois. Boudewijn wist met een paard te ontkomen en met een boot keerde hij terug naar Palestina.
In 1110 veroverde Boudewijn de stad Beiroet en voegde het toe aan het koninkrijk Jeruzalem, Een jaar later, in 1111, nam hij samen met koning Sigurd I van Noorwegen de stad Sidon in.

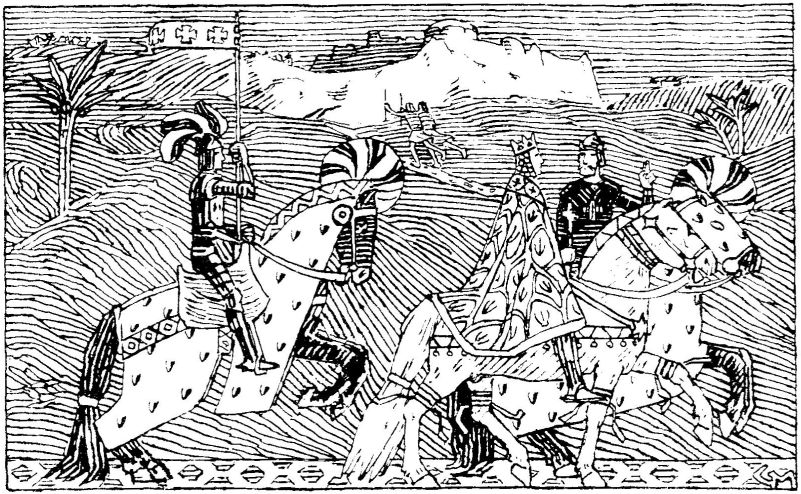
Koning Boudewijn en Koning Sigurd rijden van Jeruzalem naar de Jordaan.
(illustratie door Gerhard Munthe)

In 1118 trok hij wederom Egypte binnen en werd de stad Farama ingenomen. Op 2 april was Boudewijn wat gaan vissen met enkele belangrijke mensen van zijn garde bij een plaatselijke rivier; na te veel vis gegeten te hebben ging hij wat lopen langs de rivier toen hij plots in elkaar zakte. Men denkt dat de vis die hij gegeten had vergiftigd was of dat een oude wond hem fataal geworden is. Hij werd bijgezet in het Heilige Graf in Jeruzalem. Boudewijn wordt opgevolgd door zijn neef Boudewijn du Bourg, beter bekend als Boudewijn II van Jeruzalem.

## Persoonlijk leven
In zijn thuisland was Boudewijn getrouwd met Godevera, maar dit huwelijk bleef kinderloos (sommige bronnen spreken dit tegen; de kinderen zouden de kruistocht niet overleefd hebben). Eenmaal in het Heilige Land trouwde hij met Arda, de dochter van Thoros van Armenië. Zonder van haar gescheiden te zijn, trouwde hij in 1113 ook met Adelheid, de weduwe van Rogier I van Sicilië. Omdat hij geen toestemming kreeg om te scheiden van Arda, werd Adelheid op beschamende wijze door hem verstoten.
Er kwamen geen kinderen voort uit deze huwelijken. Men suggereerde daardoor dat Boudewijn misschien homoseksueel was. Naar eigen zeggen zou hij geen voldoening gevonden hebben in seks.

## Voorouders
| Boudewijn I van Jeruzalem | Vader: Eustaas II van Boulogne | Grootvader: Eustaas I van Boulogne      | Overgrootvader: Boudewijn II van Boulogne       |
| Boudewijn I van Jeruzalem | Vader: Eustaas II van Boulogne | Grootvader: Eustaas I van Boulogne      | Overgrootmoeder: Adelina van Holland            |
| Boudewijn I van Jeruzalem | Vader: Eustaas II van Boulogne | Grootmoeder: Mathilde van Leuven        | Overgrootvader: Lambert I van Leuven            |
| Boudewijn I van Jeruzalem | Vader: Eustaas II van Boulogne | Grootmoeder: Mathilde van Leuven        | Overgrootmoeder: Gerberga van Neder-Lotharingen |
| Boudewijn I van Jeruzalem | Moeder: Ida van Verdun         | Grootvader: Godfried II van Lotharingen | Overgrootvader: Diederik II van Lotharingen     |
| Boudewijn I van Jeruzalem | Moeder: Ida van Verdun         | Grootvader: Godfried II van Lotharingen | Overgrootmoeder: Gertrudis van Vlaanderen       |
| Boudewijn I van Jeruzalem | Moeder: Ida van Verdun         | Grootmoeder: Doda                       | Overgrootvader: ?                               |
| Boudewijn I van Jeruzalem | Moeder: Ida van Verdun         | Grootmoeder: Doda                       | Overgrootmoeder: ?                              |